# Stolpi Bois-Mauryja
Stolpi Bois-Mauryja oziroma Stolpi Boa-Morija (francoski izvirnik: Les Tours de Bois-Maury) je naslov serije belgijskih stripov avtorja Hermanna Huppna, ki je pričela izhajati leta 1984.

## Vsebina
Zgodba se dogaja v srednjeveški Evropi v začetku 12. stoletja in v njej spremljamo potujočega viteza - sira Aymarja de Bois-Mauryja, ki si prizadeva pridobiti gradišče Bois-Maury, dom svojih prednikov.  Pripoved zajema tudi posilstvo kmečkega dekleta, kar ima za posledico vrsto krvavih dogodkov.  Serial velja za velik dosežek na področju stripa, saj je predstavljen v izjemno realističnem duhu. Hermann v njem prikazuje grobost in nasilje tega obdobja, kratko živlkjenjsko dobo, neizobraženost prebivalstva, probleme lakote, epidemij in roparjev.

## Albumi

### Originalne izdaje v francoščini
Les Tours de Bois-Maury (prvotno objavljeno pri Glenatu )
1. Babette, 1984
2. Eloise de Montgri,1985
3. Germain, 1986
4. Reinhardt, 1987
5. Alda, 1988
6. Sigurd, 1990
7. William, 1990
8. Le seldjouki, 1992
9. Khaled, 1993
10. Olivier, 1994
Bois-Maury (prvotno objavljeno pri Glenatu )
11. Assunta, 1998
12. Rodrigo, 2001
13. Dulle Griet
14. Vassya
15. Œil de ciel, 2012

### Drugo
Albumi Babette, Eloise de Montgri, Germain, Alda in Rodrigo so prevedeni tudi v angleščini.
Vse albume seriala Stolpov Bois-Mauryja je spisal inn izrisal Hermann Huppen, z izjemo albumov Rodrigo, Dulle Griet in Vassya, kjer je besedila napisal njegov sin Yves H.